# Dívida externa
Dívida externa é o somatório dos débitos de um país, resultantes de empréstimos e financiamentos contraídos no exterior pelo próprio governo, por empresas estatais ou privadas. Esses recursos podem ser provenientes de governos, entidades financeiras internacionais (FMI, Banco Mundial, etc.), bancos ou empresas privadas.

## Brasil
O primeiro empréstimo externo do Brasil foi obtido em 1824, no valor de 3 milhões de libras esterlinas e ficou conhecido como "empréstimo português", destinado a cobrir dívidas do período colonial e que na prática significava um pagamento a Portugal pelo reconhecimento da independência.
Depois disso o Brasil passou a ter mais e mais dívidas. Em 1906 com o "Convênio de Taubaté", um acordo feito com os governadores e SP, MG e RJ, que, a partir de empréstimos tomados no exterior, comprariam e estocariam o excedente da produção de café.
A continuidade do pagamento da dívida externa foi muito questionada no Brasil por alguns grupos e estudiosos, que denunciam o fato de que a dívida "já foi paga várias vezes", mas por causa dos juros, quanto mais se paga, mais ela aumenta. Denunciam também o fato de que os encargos governamentais com dólares, bem abaixo do valor registrado no Reino Unido e nos Estados Unidos e próximo do valor da dívida da Turquia e Rússia.Atualmente, estima-se a dívida externa total em US$271 bilhões, US$14,3 bilhões superior ao montante apurado para dezembro de 2010. A dívida externa de médio e longo prazos subiu US$4,2 bilhões, para US$204 bilhões. Por outro lado, o estoque de curto prazo cresceu US$10,1 bilhões, para US$67,4 bilhões. 
O balanço de pagamentos foi positivo, com um superávit de US$9, 6 bilhões em fevereiro, embora as transações correntes tenham sido deficitárias em US$3,4 bilhões, acumulando déficit de US$49,2 bilhões nos últimos doze meses, equivalente a 2,31% do PIB. A conta financeira teve ingressos líquidos de US$12,8 bilhões no mês. De destaque foram os ingressos líquidos de investimentos estrangeiros diretos, US$7,7 bilhões, e os retornos líquidos dos investimentos diretos brasileiros, US$2,1 bilhões.
As reservas internacionais somam atualmente US$307,5 bilhões, patamar US$9,8 bilhões superior ao apurado no primeiro mês do ano. A receita com a remuneração das reservas totalizou US$527 milhões, enquanto as demais operações externas, concentradas em variações de preços e de paridades, elevaram o estoque em US$256 milhões.

## Portugal
Portugal encontra-se em 23º lugar do ranking de dívida externa dos países do mundo, segundo a última pesquisa publicada. A 30 de Junho de 2011 essa dívida era estimada em 548,3 mil milhões de dólares.